# やましいことは何もない論
やましいことは何もない論（やましいことはなにもないろん、英語: nothing to hide argument）は、違法な行為をしていない、つまり「やましいこと」が何もないのであれば、個人情報の収集・分析活動や監視プログラムに反対する理由はないはずだとする議論。個人のプライバシーを尊重することによる利益は少なく、監視を強化することで得られる治安の向上のほうが優越すると主張するもので、個人のプライバシーと安全保障に関する議論で、プライバシーの制限を容認する立場から提示される。
かつては主に政府の監視行為に関する議論で主張されてきたが、近年ではGoogle、Amazon、Facebookなどの大手IT企業による個人情報の収集と収益化に関する議論でも引用される。Murumaa-Mengelらの調査では、参加者のうち53%が「個人情報の収集・監視について懸念している」と回答したが、41%は「情報収集・監視の問題は誇張されている」と回答した。
「やましいことが何もないなら恐れる必要はない」という標語は、イギリスで政府が数百万台の監視カメラの設置を正当化する文脈で用いてきた。セキュリティ研究者で暗号学者のブルース・シュナイアーは、この議論は本質的に「安全保障とプライバシー」の選択ではなく「自由と統制」の選択であると指摘し、この議論に反対している。

## 関連文献
- Solove, Daniel J. (2011). Nothing to Hide: The False Tradeoff between Privacy and Security（英語版）. Yale University Press（英語版）. ISBN 978-0300172317
  - 大島義則・松尾剛行・成原慧・赤坂亮太 訳『プライバシーなんていらない!?: 情報社会における自由と安全（英語版）』勁草書房、2017年。ISBN 978-4326451104。